# Ginebra (Colombia)
Ginebra es un municipio perteneciente al departamento del Valle del Cauca, en la República de Colombia. Se ubica en el centro del departamento, a 40 kilómetros al noreste de Santiago de Cali, la capital. Es conocida a nivel internacional por su sancocho de gallina, por la producción de uva isabella y por el festival Mono Núñez. Es la ciudad natal del portero Miguel Calero. 

## Reseña histórica
Fundada en 1909 con el nombre de Playas, por Marco Reyes, Sixto Tascón, Maximiliano Tascón, Lisímaco Saavedra, Alberto Saavedra y Ramón Tascón, este último su primer alcalde; Fue reconocida como municipio solo hasta 1949. El río Guabas hizo parte de sus terrenos comunales de la antigua hacienda San Lorenzo, que posiblemente fue propiedad de Catalina Camargo (Familia española a quienes le fue heredado el terreno). Posteriormente fue poblados por gente humilde, sencillos campesinos que llegaron de diferentes lugares del país, convirtiendo esta gran hacienda en una población organizada, dando nacimiento al corregimiento Las Playas, que luego pasaría a llamarse Saavedra en homenaje a Saavedra Galindo, político Guacaríceño de la época y por último se llamaría Ginebra; quienes así lo bautizaron no supieron seguramente que la comunidad Celta tuvo una princesa con este nombre femenino hermosísima mujer, madre de Enrique quinto, rey Celta, justo y honesto que le dio luz a la comunidad, mil doscientos años antes de cristo, en terrenos que hoy ocupan los ingleses, franceses, escoceses, holandeses, etc.
Los nuevos pobladores fueron encerrando lotes que días más tarde se convirtieron en haciendas que le dieron prestigio a sus moradores. Algunas de las familias que llegaron a ginebra olvidaron su origen y cuando alguien pobre los visitaba, limpiaban el asiento que este había utilizado. Parte de las mencionadas familias se empobrecieron; hasta cambio de apellidos hubo. Como hemos cambiado, los de antes ya no somos los mismos: unos se han marchado y otros más, han viajado a la eternidad. Las calles del pueblo dejaron de ser polvorientas, el viejo coche que conducía “patepalo” desde el poblado hasta pelacarriel, el antiguo crucero de la carretera nacional quedó en el olvido.
El tropel de los jinetes de media noche ya no se escucha, el chirrido de las ruedas de las calderas arrastradas por los bueyes se silenciaron, los tractores de aspas desaparecieron, dejaron de verse caballos amarrados a los maderos de las cercas los días de mercado. Que tiempos aquellos cuando nuestras gentes eran menos instruidas pero más cálidas y amables. Nos olvidamos de los fundadores, de los pioneros del progreso de la aldea iluminada por la luna llena y el canto de los peyares, donde la junta pobladora integrada por hombres que veían el futuro de villorrio luchaban por su porvenir sin pedir a cambio nada.

## Descripción física
El municipio se puede dividir en dos zonas, plana y ladera, siendo esta última donde se localiza la mayor parte de sus corregimientos. La zona plana determina una agricultura intensiva, y la de ladera, una agricultura extensiva. Asimismo la zona de ladera la podemos dividir en dos según sus corregimientos así:
En la zona 1 del cañón del Río Guabas, el corregimiento de Juntas se especializará en su orden en la producción pecuaria (ganado/ piscícola), en la agricultura de frutas de clima frío, pan coger y flores y en el ecoturismo por los paisajes, clima, rutas de ciclomontañismo y pesca deportiva. El Jardín tendrá una producción agrícola de frutales, café y hortalizas; minero al concentrarse el mayor número de minas auríferas del municipio y pecuaria de especies menores. Por último Cocuyos será agrícola con base en frutales, café, pan coger, flores y hortalizas; minero y pecuario con ganadería de leche y especies menores. Estas zonas confluyen en Costa Rica, la cual se especializará como centro de intercambio agrícola, minero y de transporte.
La zona 2 presenta áreas considerables de Cartón de Colombia la cual ha permitido desarrollar infraestructura en esta zona, por lo que ambos corregimientos continuarán con esta actividad. En el corregimiento de Los Medios se incentivará el ecoturismo y el cultivo de peces y especies menores. La Novillera será además pecuaria y agrícola con café, frutales y pan coger. La Floresta será la comunicación con el casco urbano.
El casco urbano el principal prestador de servicios, tiene un papel muy importante por su tradición en el ámbito turístico y cultural por el Festival del Mono Núñez, los diferentes proyectos musicales y los restaurantes al igual que la imagen que proyecta en la organización de su trazado urbano. La integración de este modelo se fundamenta principalmente en la malla vial existente con el complemento y adecuación de las principales vías como el eje Panorama-crucero-Ginebra; Ginebra- Costa Rica-Puente Rojo-Las Hermosas; Ginebra-La Floresta- Barranco Bajo-La Cuesta; Ginebra-La Floresta-Barranco Alto-Novillera-Los Medios. Los principales componentes del modelo o proyecto de ciudad son: - Una zona rural con alta producción ambiental, que cumple una función ecológica equilibrante para el municipio y el área metropolitana, con una eficiente actividad agropecuaria tradicional, oferta ecoturística, suficiente dotación de vías y equipamientos para su desarrollo integral y adecuada articulación con el área urbana.
Límites del municipio
Norte: Buga (Cuchilla de los Alpes)
Sur: El Cerrito (río Zabaletas)
Oriente: Guacarí (ríos Guabitas y Puente Rojo)
Occidente: Buga y El Cerrito (páramos de Los Domínguez y Pan de Azúcar)
Extensión total: 313 km². km²
Altitud de la cabecera municipal (metros sobre el nivel del mar): 1.100 m s. n. m.
Temperatura media: 22 Grados Centígrados C. 
Distancia de referencia: a 58 km de la ciudad de Cali y a 37 km de Palmira, que son las principales ciudades del departamento. También se encuentran cercanos los municipios de Guacarí y El Cerrito.

## Geografía
Su territorio comprende zonas planas y montañosas su clima varía del cálido hasta el páramo. Los ríos principales son: Guabas, Zabaletas y Popurrinas. Limita con los municipios de Guacarí, El Cerrito, Buga, y el departamento del Tolima en el Páramo de las Hermosas.

## División Político-Administrativa
Aparte de su Cabecera municipal, Ginebra se encuentra dividido así:

### Corregimientos
Ginebra tiene bajo su jurisdicción varios centros poblados, que en conjunto con otras veredas, constituye los siguientes corregimientos:
| Corregimiento | Centros Poblados              | Veredas                                                                 |
| Costa Rica    | - Costa Rica                  | Bello Horizonte, El Sauce.                                              |
| Cocuyos       |                               | Campo Alegre, Canaima, Cocuyos, Lulos - La Cascada, Moravia, Regaderos. |
| Juntas        |                               | Juntas, La Cecilia, Las Hermosas, Portugal.                             |
| La Selva      |                               | Fauta, Cominal, El Jardín, La Selva.                                    |
| La Floresta   | - La Floresta - Villa Vanegas | Barranco Bajo, Loma Gorda, La Cuesta, Patio Bonito.                     |
| Novillera     |                               | Barranco Alto, Novillera, Valledupar                                    |
| Los Medios    |                               | Los Medios                                                              |
| Zabaletas     | - Zabaletas                   | El Guabito, Mosoco.                                                     |

Fuente. EOT municipio de Ginebra. 2003

## Economía
Tiene como actividades económicas principales, la gastronomía, la producción de uva isabella la ganadería y la agricultura, destacándose los cultivos de caña de azúcar, café, arroz, frijol, soya, maíz, yuca, frutales ( mora, tomate de árbol, cítricos y legumbres).
Desde principios del siglo XIX, se evidencia la extracción de oro, especialmente en la zona del corregimiento de Costa Rica, aún presente de forma informal y algunas ocasiones de forma ilegal.

## Turismo
Los principales atractivos turísticos son sus típicos restaurantes, tanto en la zona urbana como en la vía hacia la ciudad de Buga, y en la vía hacia Costa Rica, en el sitio denominado Puente Rojo, donde se encuentran varios balnearios; el puente natural de piedra,  Puentepiedra, la Iglesia de Nuestra Señora del Rosario, la Hacienda la Esmeralda, casas del período republicano ubicadas en el piedemonte, que conservan la disposición de las casas coloniales mirando hacia el valle y el festival de música andina colombiana,   Festival Mono Núñez, programado en junio de cada año.

## Gastronomía
Las especialidades culinarias presentes en este municipio son: sancocho de gallina (cocinado en fogón de leña), arroz atollado, hojaldras, Vino , tostadas de plátano y manjar blanco.

## Infraestructura básica
Dispone de todos los servicios públicos, 4 colegios, 7 escuelas, banco, un estadio y dos cuerpos de bomberos voluntarios (Ginebra y Costa Rica) encargados de la atención de emergencias y eventos adversos de toda el área rural y urbana del municipio del valle. Costa Rica no tiene alcaldía ni bancos por lo cual depende administrativamente de Ginebra y es considerado un corregimiento de esta, aun así tiene vital importancia en el municipio por ser el punto de comunicación con las diferentes veredas, hecho que ha originado que Ginebra sea llamada dispensa agrícola del Valle del Cauca por la producción agrícola de sus veredas Puente Rojo, Puente Piedra, Cucuyos, La Magdalena, Las Hermosas, Juntas, Portugal y La Cecilia. Entre otras más. 